# Cyklopentadekanolid
Cyklopentadekanolid je organická sloučenina patřící mezi makrolidy, což je skupina laktonů.

## Výskyt
Cyklopentadekanolid se v malých množstvích vyskytuje v silici z kořene anděliky lékařské a způsobuje jeho zápach připomínající pižmo.

## Výroba
Cyklopentadekanolid se vyrábí rozšiřováním kruhu cyklotetradekanonu. Lze též použít depolymerizaci polyesterů kyseliny 15-hydroxypentadekanové.

## Použití
Cyklopentadekanolid se používá jako fixační látka v parfémech a vůních a také jako ochucovadlo. Rovněž má využití jako náhražka přírodního pižma, které je velmi drahé.